# Hevossalo (ö i Södra Savolax, Nyslott)
Hevossalo är en ö i Finland. Den ligger i sjön Haukivesi och i kommunen Rantasalmi i den ekonomiska regionen  Nyslotts ekonomiska region  och landskapet Södra Savolax, i den sydöstra delen av landet, 280 km nordost om huvudstaden Helsingfors. Öns area är 1,78 kvadratkilometer och dess största längd är 2,4 kilometer i sydöst-nordvästlig riktning.